# Angle de tir 30°

Règle de sécurité concernant l'angle de tir pour un chasseur posté. Notez que tan 30° ≃ 3/5.

L'angle de tir 30° est une règle de sécurité utilisée pour les chasseurs postés. Pour éviter de toucher accidentellement un autre participant, le chasseur a interdiction de tirer dans les secteurs angulaire de 30° sur sa gauche et sur sa droite comptés à partir des points où tirer serait un danger : voisins de poste, chemin, habitation. En l'absence de tout autre danger et lorsque les chasseurs sont sur une ligne droite, il est donc autorisé à tirer sur un angle de 120 °.
Dans la pratique, pour repérer les limites de sa zone de tir, le chasseur, à partir de son poste fixe, effectue cinq pas vers son voisin de gauche puis trois pas vers l'avant, le point où il arrive marquant la limite à gauche ; puis, repartant de son poste, il effectue cinq pas vers la droite puis trois pas vers l'avant pour marquer la limite à droite. En effet :
tan 30° ≃ 0,577 ≃ 0,6 = 3/5.